# والتر بواليا
والتر بواليا أو هيريتيير بينيني سابوا (من مواليد 30 مايو 1995) هو لاعب كرة قدم يحمل جنسيتين وهما الكونغو وزامبيا، يلعب حالياً لنادي شبيبة القبائل قادمًا من النادي الأهلي المصري بعد فسخ عقده مع هدا الاخير .

## مسيرته الكروية
لعب بواليا في شباب نادي كوربو اف سي ثم تم تصعيدة للفريق الأول في 2010، ثم انتقل إلى نادي لوبومباشي سبورت الكونغولي، ثم رحل إلى فورست رينجرز في الدوري الزامبي، واستقر به الحال في نادي نكانا قبل أن ينتقل الي الدوري المصري من بوابة نادي الجونة.

### نادى نكانا الزامبى
سجّل بواليا 24 هدفا في الدوري الزامبي 2016 بقميص نكانا وتوج هدافا للمسابقة، لكن في 2017، تم إيقافه بحجة عدم امتلاكه الجنسية الزامبية وبالتالي عدم صحة تسجيله في قائمة نكانا كلاعب محلي.

### نادي الجونة المصري
سجل والتر بواليا مع الجونة 35.

### النادي الأهلي المصري
يوم الخميس 31 ديسمبر 2020 أعلن النادي الأهلي تعاقده مع بواليا نجم نادي الجونة بعقد يمتد لأربعه مواسم.

### نادي مالاطيا سبور التركي
يوم الثلاثاء 7 سبتمبر 2021 انتقل والتر بواليا من الأهلي إلى نادي مالاطيا سبور التركي في تعاقد حتى 30 يونيو 2022 علي سبيل الإعارة لمدة موسم مع أحقية الشراء مقابل 2 مليون دولار.